# Michael Yano
Michael Yano (矢野 マイケル Yano Michael?, nacido el 22 de enero de 1979 en Acra) es un exfutbolista japonés. Jugaba de delantero y su último club fue el Sagan Tosu de Japón.

## Trayectoria

### Clubes
| Club           | País  | Año         |
| -------------- | ----- | ----------- |
| Vissel Kobe    | Japón | 1997 - 1998 |
| Mito HollyHock | Japón | 2000        |
| Sagan Tosu     | Japón | 2001        |